# 오대명요
오대명요(五大名窯)는 송나라의 5대 가마터로 송나라 때가 아닌 후대에 생긴 표현이다. 오대명요 목록은 다음과 같다.
- 여요(汝窯): 허난성 핑딩산시 바오펑현에 있는 가마터로 여요에서 도자기가 제작된 기간이 1086년에서 1106년까지 불과 20년에 불과하여 여요 도자기는 희귀성이 높은 도자기로 알려져 있다.
- 균요(鈞窯): 허난성 쉬창시 위저우시
- 관요(官窯): 허난성 카이펑시(북송 말)->저장성 항저우시(남송)
- 정요(定窯): 허베이성 딩저우시
- 가요(哥窯): 저장성 리수이시 룽취안시라는 설이 있지만 자세한 위치는 불명